# Oxydia artaxa
Oxydia artaxa är en fjärilsart som beskrevs av Druce 1892. Oxydia artaxa ingår i släktet Oxydia och familjen mätare. Inga underarter finns listade i Catalogue of Life.